# Vlag van Tokushima

Vlag van Tokushima (ratio 7:10)

Vlag van Tokushima, variant (ratio 7:10)

De prefecturale vlag van Tokushima bestaat uit een indigoblauw vlak met een geel gestileerd hiragana-karakters と [to] く [ku] in de vorm van een vliegende vogel, die de harmonie, eenheid, durf en ontwikkeling van de prefectuur symboliseert. Het indigoblauw werd gekozen omdat deze kleur in Tokushima populair is als indigoproducerende prefectuur. De prefecturale vlag werd op 18 maart 1966 aangenomen.
Als variatie wordt soms de naam van de prefectuur in het Japans onder het prefecturale embleem uitgewist.